# Eschine
Eschine del demo di Cotocide (in greco antico: Αἰσχίνης?, Aischínēs; Atene, 389 a.C. – Rodi, 314 a.C. circa) è stato un politico e retore ateniese.

## Biografia
Figlio di Atrometo e Glaucotea, cittadino ateniese, Eschine avrebbe studiato retorica con Alcidamante di Elea, ma, non avendo mezzi di sussistenza, fu prima impiegato di alcuni funzionari minori, poi attore: secondo Demostene recitava piccole parti in una compagnia.
Entrato in politica, compose l'orazione Contro Timarco, l'orazione Sulla corrotta ambasceria e l'orazione Contro Ctesifonte, due delle quali furono pronunciate nel contesto di uno scontro giudiziario e politico con Demostene, suo avversario, in quanto Eschine era "filomacedone" e seguace della linea di Eubulo. Mentre Demostene incitava gli Ateniesi contro i Macedoni, che stavano conquistando il potere sulla Grecia, Eschine consigliava la pace; per questo fu anche accusato di essersi lasciato corrompere dal denaro di Filippo.
Nel 336 a.C. Eschine osteggiò aspramente la proposta, avanzata dall'ateniese Ctesifonte, di conferire a Demostene la corona civica per le sue benemerenze. Egli motivò la sua avversione a tale gesto sia adducendone l'evidente incostituzionalità, in quanto si assegnava un'onorificenza ad un magistrato ancora in carica, sia perché con esso si esaltava pubblicamente una linea politica da lui disprezzata. A queste accuse, Demostene rispose con la sua orazione Sulla Corona, appassionata autobiografia politica e capolavoro della sua oratoria. Anche se l'orazione di Demostene non venne pronunciata se non sei anni dopo le accuse mossegli, l'opposizione di Eschine non fu tenuta in gran conto. Così, sconfitto, egli preferì la strada dell'esilio, rifugiandosi prima in Caria e poi a Rodi: si tramanda che, durante questo esilio, per mantenersi aprisse una scuola di retorica e sarebbe stato il creatore delle regole per la declamazione pubblica dei discorsi.

## Opere

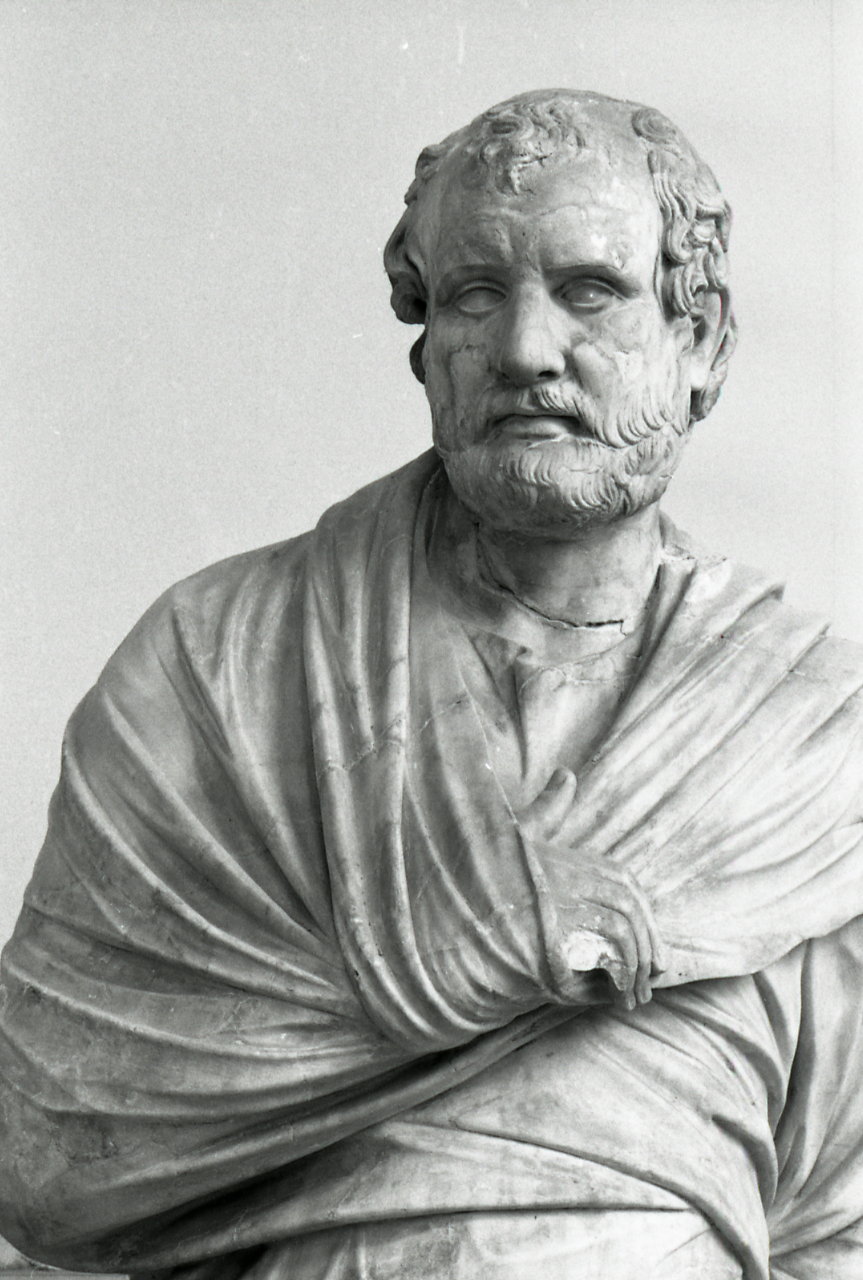
Statua di Eschine, dalla Villa dei Papiri di Ercolano. Museo Archeologico Nazionale di Napoli. Foto di Paolo Monti, 1969.

Di Eschine ci rimangono tre orazioni: Contro Timarco, Sulla corrotta ambasceria, Contro Ctesifonte. Un discorso Deliaco, poi, giudicato spurio anche dagli antichi, è andato perduto.
La prima è diretta contro Timarco, collaboratore di Demostene e perseguito per il motivo che era una persona di notoria immoralità e, in quanto tale, gli doveva essere impedito di parlare in pubblico. Timarco sembra essere stato dichiarato colpevole. L'orazione Sulla corrotta ambasceria gioca sul fatto che Eschine riteneva impraticabile una guerra contro Filippo, come aveva sostenuto nel 346, associato a Demostene nelle famose ambasciate presso il re macedone, che, dopo gravi ritardi, portarono all'insoddisfacente pace di Filocrate. Infine, come detto, la Contro Ctesifonte, che avversa la proposta di Ctesifonte di conferire una corona a Demostene per i suoi servigi ad Ateneː Eschine mise sotto accusa Ctesifonte per illegalità, ma Il caso non fu effettivamente processato fino al 330 a.C., quando Eschine, non riuscendo ad ottenere un quinto dei voti a suo favore, fu multato di mille dracme e, non potendo o non volendo pagare, andò in esilio.
Le caratteristiche stilistiche di Eschine sono vicine a quelle di Lisia: non uno stile veemente come quello di Demostene, ma fondato sulla chiarezza, sull'accuratezza compositiva ed in sostanza sulla tipizzazione dei personaggi e, come l'avversario, fortemente meditato in vista della pubblicazione. Il suo lessico consiste principalmente di parole di uso comune che non richiedono commenti, senza scelta di termini poetici o più insoliti di quelle di qualsiasi altro oratore. 
Eschine varia, poi, considerevolmente la lunghezza delle sue frasi; alcune di esse sono lunghe e consistono in stringhe di clausole participiali e relative che, tuttavia, si riscontrano principalmente nei passaggi narrativi, dove tale stile discorsivo è scusabile: in generale, tuttavia, Eschine ha frasi, in media, più brevi di quelle di Isocrate, e si attiene tacitamente alla regola che un periodo non debba essere tanto lungo da non poter essere pronunciato tutto d'un fiato.